# Oreste Coliva
Oreste Coliva (Itália, ? - São Luís do Maranhão?, ?) foi um professor, pintor e decorador italiano, destacando-se principalmente como cenógrafo. Ativo entre o fim do século XIX e o início do século XX, passou a maior parte de sua carreira no Brasil. Também foi conhecido como Orestes Coliva. Sua vida é obscura e mal documentada, mas a imprensa de seu tempo não se cansou de louvar suas obras nos melhores termos. 

## Vida
Não se sabe onde nasceu e com quem aprendeu. As primeiras notícias sobre ele o mostram trabalhando para teatros italianos. O Correio Musical de Florença, em junho de 1873, registrou que ele havia conquistado efusivos aplausos do público pela cenografia da ópera Due Gemelle, de Amilcare Ponchielli, apresentada no Politeama Vítor Emanuel. A nota dizia também que ele já havia feito sucesso com outras produções anteriores.
Depois viajou para a América, trabalhando em teatros de Buenos Aires e Montevidéu, onde foi igualmente apreciado, produzindo cenários para óperas como Il Guarany e Salvator Rosa de Carlos Gomes. Segundo o jornal La Patria, de Montevidéu, sua decoração de cena para uma zarzuela no Teatro Solis lhe valeu uma ovação, sendo chamado várias vezes ao palco. Contratado pelo poeta Inácio de Vasconcelos Ferreira, arrendatário do Theatro São Pedro, em Porto Alegre, muda-se para o Brasil.
Chegou à cidade em 7 de novembro de 1880, e sua fama o precedia. Foi recebido com muita deferência pelos locais, e se pôs imediatamente ao trabalho. Seu contrato exigia a produção de dois panos de boca e vários cenários para o teatro, mas pouco depois também aceitou o encargo de decorar os salões da Sociedade Carnavalesca Venezianos, inaugurados em fevereiro do ano seguinte com aprovação unânime. Em 4 de setembro de 1881 consagrou-se definitivamente na cidade apresentando seus cenários em uma exposição individual que recebeu os mais calorosos elogios da imprensa, do público e de autoridades. Foi contratado também pela Câmara para criar e realizar as obras de ajardinamento e urbanização da Praça Conde D'Eu, construindo duas grutas artificiais interligadas por um canal sobre o qual cruzavam pontes pitorescas.
Apesar de sua popularidade, ou talvez como uma jogada publicitária, em maio de 1882 anunciou sua partida para o Rio de Janeiro, e ofereceu em junho um luxuoso espetáculo à cidade como despedida, chamado por ele de o Festival de Adeus. A viagem no fim não aconteceu, e em seguida ele iniciou a pintura do teto da Capela do Espírito Santo. Mais uma vez sua obra foi um êxito, como registrado pelo jornal O Mercantil. No entanto, o mercado em Porto Alegre era de fato muito pequeno àquela época, e o artista teve de fazer ilustrações e pintar placas de anúncio para conseguir manter-se.
Tentou fundar uma Academia de Artes Plásticas com o apoio oficial, mas o projeto, precoce para o momento histórico local, não vingou. Mesmo assim, abriu um curso particular de desenho e pintura em seu atelier, mas também esta iniciativa não frutificou, fechando em apenas três meses. Embora tenha feito vários outros trabalhos para o Theatro São Pedro, todos sempre apreciadíssimos, no início de 1885 fechou um contrato para trabalhar no Teatro Lucinda, no Rio, então a sede da corte brasileira, onde imaginou que teria mais oportunidades. Sua partida, em maio, foi muito lamentada pelos porto-alegrenses. Curiosamente, em fevereiro de 1886 circulou em Porto Alegre uma notícia de que Coliva havia morrido, que causou muita comoção, mas isso não era verdade, como logo se provou.
Criou várias cenografias para o Teatro Lucinda e outras casas de espetáculos do Rio, todas bem recebidas. Mas logo partiu em novas peregrinações. A partir daí sua vida é difícil de rastrear. Sabe-se que foi para o norte, e residiu alguns anos em Belém do Pará, e depois em São Luís do Maranhão, onde chegou em 1899 com um nome falso, Leon Righini, acompanhando uma companhia de ópera. Aparentemente nas duas cidades fez vários trabalhos, destacando-se os panos de boca para o Teatro da Paz e o Teatro São Luiz.

## Legado
A imprensa refere que seu estilo tinha grande impacto visual e poder evocativo, o que era muito apreciado numa época em que o teatro brasileiro estava descobrindo os recursos cênicos extravagantes e fantasiosos e era a forma de entretenimento mais popular no país, especialmente nos gêneros cômico e musical. São recorrentes rasgados elogios à sua produção, usando de adjetivos como "exímia", "magnífica", "soberba", "perfeita", "deslumbrante", "admirável", "impecável". Uma notícia de um jornal de São Luís, sem data, mas certamente póstuma, diz que ele era muito lembrado pelos seus "grandes méritos, ... pintava com a exata compreensão da luz e da cor... Dotado de grande capacidade de trabalho, Coliva tornou-se, além de um artista admirado, um mestre respeitado". Décio de Almeida Prado assim assinalou a importância do artista: "Não se compreende bem o final do século do teatro brasileiro, o interesse pela revista e pela mágica, sem levar em conta a colaboração de dois cenógrafos italianos que se fixaram no Brasil, Gaetano Carrancini e Oreste Coliva". De algumas notas de Artur de Azevedo depreende-se que ele era um dos cenógrafos mais procurados no Rio de seu tempo, e sua decoração mais de uma vez salvou peças de texto pobre. Em certa ocasião, disse: "Há muito tempo o público letrado e inteligente não assiste a outra coisa no palco fluminense senão a um duelo entre os senhores Coliva e Carrancini. Estes dois cenógrafos apresentavam-se para deslumbrar as plateias por meio das mais extraordinárias apoteoses, e para isso largas ensanchas recebem dos empresários, cada qual mais disposto a consumir dinheiro". Noutro momento, comentando a apresentação da sua peça O Mambembe, e falando do sucesso que estavam conseguindo cenógrafos brasileiros, registrou: "Ontem, o público diante do trabalho desses artistas brasileiros não sentiu falta de Carrancini ou Coliva. Já é uma conquista". Ao que parece, nem uma única relíquia da sua vasta produção cenográfica sobreviveu ao tempo, e ainda estão por ser feitos estudos sobre sua trajetória. Entre seus discípulos-colaboradores notáveis se contam Afonso Silva e Arthur Timótheo da Costa.